# 法明頓 (愛荷華州)
法明頓（英語：Farmington）是一個位於美國愛荷華州范布倫縣的城市。

## 地理
法明頓的座標為40°38′00″N 91°44′00″W / 40.63333°N 91.73333°W，而該地的平均海拔高度為167米（即548英尺）。

## 人口
根據2010年美國人口普查的數據，法明頓的面積為1.22平方千米，當中陸地面積為1.22平方千米，而水域面積為0.00平方千米。當地共有人口664人，而人口密度為每平方千米544人。